# 宇喜多秀徳
宇喜多 秀徳（うきた ひでのり）は、江戸時代中期の人物。浮田半平家の当主浮田秀真の長男。

## 生涯
八丈島の宇喜多7家の1つ、浮田半平家の当主秀真の長男として生まれる。
宇喜多本家（孫九郎家）の当主宇喜多秀保の死後、娘イワと結婚して孫九郎家を継ぐ。
妻イワとの間に、イマ、ヤス、マスの3女をもうけるが、男子に恵まれず、別の分家・浮田半六家から秀道と秀美を婿養子に迎える。
明和5年（1768年）6月29日死去。